# Пресса Франции
Пресса (печатные издания, печать) во Франции включает множество как периодических так и непериодических печатных изданий.

## История
С 1789 по 1944 год издавалась газета Journal des débats. 

С 1829 по 1944 год издавался журнал Revue des Deux Mondes; с 1945 года он выходит под иными различными названиями по настоящее время.  
Во времена Второй империи (1852—1870, при Наполеоне III) оппозиции в легальной печати почти не было, да и не могло быть; она велась только эмигрантами (В. Гюго и др.) из-за границы. С 1861 года  отношение власти к печати несколько смягчилось. Новым законом о печати 11 мая 1868 года были отменены предварительное разрешение, предостережения и запрещения в административном порядке, но сохранены срочные или окончательные запрещения в судебном порядке; штемпельный сбор понижен до 5 (в Париже) и до 2 (в провинции) сантимов с газетного листа. 

Новый закон о печати, с правительством не примирявший, лишь привел к появлению в печати чувства негодования. В 1868 году возникли новые периодические издания, систематически боровшиеся с правительством; между ними быстро завоевавшая громадную популярность и ставшая крупной общественной силой «Лантерн» (Lanterne) Рошфора выделялась резкостью и смелостью тона, злобностью сарказма. Правительство возбудило против Рошфора несколько процессов, окончившихся обвинительным приговором; Рошфор бежал в Бельгию, откуда безнаказанно продолжал свой литературный поход и его журнал, запрещённый во Франции, расходился, однако, громадным тиражом. Выбранный в законодательный корпус в 1869 году, он получил возможность вернуться на родину и перенести туда свою редакторскую деятельность. 
С 1861 по 1942 год издавалась ежедневная газета Le Temps.
С июля 1880 года по 1940 год выходила ежедневная газета L'Intransigeant.
С 1908 года издаётся La Nouvelle Revue française.
С 1911 по 1944 год выходила ежедневная газета Paris-Midi.
В 1914 году общий тираж ежедневных газет составлял 10 млн экземпляров
XX век
Во второй половине XX века выходили: 
France-Soir, 
Paris-Presse (основанная дочерью Марии Склодовской-Кюри). 

## Газеты
Среди ежедневных газет национального значения наибольшие тиражи имеют
«Фигаро»,
«Паризьен» («Парижанин»),
«Ле Монд» («Мир»),
«Франс-Суар» («Вечерняя Франция») и
«Либерасьон».
«La Tribune» — ежедневная финансово-экономическая газета, публикующая фондовые показатели и анализирующая состояние рынков. Политика. http://www.latribune.fr/ Архивировано 13 февраля 2013 года.
«L'Humanité» — газета французской компартии, основана в 1904 году социалистом Жаном Жоресом. Внутренняя политика, международная ситуация, экономика, социальные вопросы, культура, спорт, проблемы СМИ и др.
«Le Dauphiné Libéré» — ежедневная газета: международные, национальные и региональные новости, политика, экономика, общество, культура. http://www.ledauphine.com Архивная копия от 5 июля 2011 на Wayback Machine
«La Croix» — ежедневная утренняя газета христианского направления. Редакция газеты считает её «ни религиозной, ни конфессиональной», настаивая на общегуманистическом взгляде на события общественной и политической жизни. Основные рубрики: «Франция», «Мир», «Экономика», «Религия», «Родители и дети», «Культура», «Науки», «Духовность». http://www.la-croix.com Архивная копия от 24 февраля 2011 на Wayback Machine
Выпускается также много ежедневных региональных газет, самая известная из них «Уэст-Франс», выпускаемая тиражом 797 тыс. экземпляров, почти вдвое превышающим тираж любой из национальных ежедневных газет. Также «Le Progres» (газета, издающаяся в Лионе).

## Журналы
Популярные журналы — 
«Пари Матч» (иллюстрированный еженедельник новостей),  
«Экспресс», 
«Пуэн»,  
«Нувель обсерватёр» (еженедельники новостей), 
«Le Point» (известный еженедельник, охватывающий широкий круг тем от международных проблем до новостей культуры и науки, консервативной направленности, выходит по пятницам), «Marianne» (общественно-политический еженедельник, издающийся в Париже: политика, культура, экономика).
Деловые новости: «Лез-Эко».
Спортивные: «Экип», «France Football».
Журналы для женщин: «Фамм актюэль», «Элль», «Мари-Франс».
Телевизионные программы и новости: «Телесет жур»
Сатирические: Шарли Эбдо и др.

## Прочие издания
- «Le journal du dimanche au quotidien» — французское центральное печатное издание: международные и внутренние новости, политика, экономика, культура, общество, спорт. http://www.lejdd.fr/ Архивная копия от 23 февраля 2011 на Wayback Machine

Ежегодники и альманахи:

## Ежедневный тираж основных изданий
| Titre                   | 2004    | 2005    | 2006    | 2007    | 2008    | 2009    | 2010    | 2011    | 2012    | 2013    | 2014    | 2015    | 2016    | 2017    | 2018    | 2019    |
| ----------------------- | ------- | ------- | ------- | ------- | ------- | ------- | ------- | ------- | ------- | ------- | ------- | ------- | ------- | ------- | ------- | ------- |
| Le Figaro               | 341 083 | 342 445 | 338 269 | 344 479 | 336 888 | 331 022 | 330 237 | 332 120 | 335 845 | 329 175 | 325 459 | 321 569 | 315 159 | 316 796 | 317 075 | 325 938 |
| Le Monde                | 371 803 | 367 153 | 355 017 | 358 655 | 340 143 | 323 039 | 319 022 | 322 872 | 318 236 | 303 432 | 298 529 | 292 054 | 289 555 | 301 528 | 302 624 | 323 565 |
| Le Parisien A.E.F       | 501 492 | 506 490 | 517 965 | 534 032 | 524 516 | 499 269 | 470 583 | 462 403 | 462 973 | 470 583 | 385 275 | 360 314 | 342 897 | 329 842 | 306 167 | 283 232 |
| L'Équipe                | 365 752 | 355 333 | 365 349 | 336 929 | 323 403 | 315 504 | 314 566 | 296 239 | 285 133 | 251 639 | 226 834 | 229 722 | 237 790 | 239 482 | 253 791 | 233 791 |
| Les Échos               | 119 370 | 140 313 | 137 448 | 138 726 | 137 775 | 127 361 | 120 444 | 121 203 | 126 601 | 127 007 | 128 196 | 129 455 | 130 262 | 131 005 | 131 413 | 130 059 |
| Libération              | 146 109 | 144 480 | 135 411 | 139 959 | 130 458 | 117 547 | 118 785 | 121 707 | 124 371 | 105 863 | 97 933  | 91 649  | 77 165  | 79 907  | 70 501  | 71 466  |
| La Croix                | 96 317  | 103 404 | 103 673 | 105 216 | 104 227 | 103 738 | 106 151 | 105 363 | 105 599 | 105 069 | 102 372 | 100 632 | 100 831 | 100 012 | 97 009  | 87 682  |
| L'Humanité              | 48 966  | 55 629  | 54 788  | 53 530  | 52 436  | 52 456  | 51 010  | 48 878  | 46 930  | 43 744  | 40 674  | 39 384  | 38 263  | 36 132  | 34 565  | 38 941  |
| L'Opinion               |         |         |         |         |         |         |         |         |         | 37 000  |         |         |         |         |         |         |
| Source : OJD/ACPM (фр.) |         |         |         |         |         |         |         |         |         |         |         |         |         |         |         |         |